# 上田秀明
上田 秀明（うえだ ひであき、1944年11月1日 - ）は、日本の元外交官。京都産業大学客員教授。在ポーランド特命全権大使・在オーストラリア特命全権大使・人権人道担当大使などを歴任した。

## 経歴
1944年（昭和19年）新潟県生まれ。1967年（昭和42年）に東京大学を卒業し、外務省に入省。外務省内ではロシア語研修閥の「ロシアン・スクール」に属しており、在ソ連大使館一等書記官・同参事官、欧亜局東欧課長などを歴任した。
1995年（平成7年）には日本初開催となるAPEC大阪会議の準備事務局長に任命される。だが後に事務局次長ら数人が会場費を約4300万円分水増しして請求し、ホテルの宿泊費や上田も出席した打ち上げの費用などに流用していたことが発覚。上田は８桁の金額の計算が難解で理解できなかったと主張したが、直属の上司としての監督責任を問われ、2001年（平成13年）9月27日付で田中眞紀子外務大臣から厳重訓戒処分を受けた。また給与の2割・3か月分を自主返納し、打ち上げに流用された費用について弁済にあたる意向を示した。
その後はポーランドやオーストラリアで特命全権大使を務めていたが、第1次安倍内閣が拉致問題や慰安婦問題に関する日本の国際的立場を高めるべく、人権人道担当大使のポスト（2005年に設置された人権担当大使の後継ポスト）を設置すると、国際社会協力部長時代に人権分野を扱っていた経緯もあって、2008年（平成20年）4月付で人権人道担当大使に任命されることになった、。
一方、政治学者であり「救う会」の副会長として拉致被害者救出活動に携わっている福井県立大学の島田洋一教授は、2012年（平成24年）6月に行われた拉致問題専門家懇談会に出席した政府側・民間側の委員全員が上田が大使であることを知らなかったとした上で、上田は情報発信力に乏しく人権人道担当大使のポストには不適任であると批判している。また2013年（平成25年）5月22日、スイスのジュネーヴで開かれた国連拷問禁止委員会に日本政府の代表として出席した際、委員会の席上で「シャラップ(Shut up)！」と叫んだことで、不適切な発言ではないかとの批判を受けた（後述）。
同年9月20日付で上田は人権人道大使を退任し、外務省参与の職も辞した。外務省では辞任は上田から辞職願が提出されたためであり、「シャラップ」発言とは無関係であるとしている。

### 「シャラップ」発言
拷問等禁止条約の履行状況を調査する機関である国連拷問禁止委員会は、スイスのジュネーヴで2013年（平成25年）5月21日から22日にかけて、日本に対する審査を行った。
22日に行われた審査の席上でモーリシャスのドマー委員が「日本は自白に頼りすぎでは。中世の名残だ。日本の刑事手続を国際水準に合わせる必要がある」と発言した。日本政府の代表として出席していた上田はこの指摘に対し、ややギクシャクした英語で反論した。記録動画の音声によると上田の具体的な発言は次の通りである（以下、文法上の誤りがある場合もそのまま発言の通り記載する。和訳はAFP通信の記事によるもの）。
この発言を受けて会場に失笑する声が広がると、上田は再び英語で
と叫び、会場は急に静まり返った。上田は更に以下のように続けた。
翻訳家で英会話学校を経営するデイヴィッド・セインによると、"Shut up!"（シャラップ）は日本語で「黙れ」を意味する言葉だが、英語圏では「てめえ、黙りやがれ」といった強いニュアンスで用いられることが多く、知的な表現ではない。また"Shut up!"は普通しゃべっている人を黙らすときに使われるもので、笑っている人に言うのは不自然である。またone of the most advanced countryはone of the most advanced countries が正しく、Why you are laughing?はWhy are you laughing? の誤りである。また形容詞であるproudに所有形容詞のourをつけることはできない。
上田の発言は日本のイメージダウンにつながりかねない不適切なものだといった批判があいつぎ、辞任を求める声も上がった。日刊ゲンダイの取材に応じた外務省関係者によると、上田はもともと英語をあまり得意としておらず(英検5級レベル)、AFP通信も上田の英語力について「あまり得意とは見受けられない」と評している。
また、上田が「中世」を意味する"the Middle Ages"と言うべきところで、「中年」を意味する"middle age"（定冠詞 the がなく、age が単数形）と発声したことが失笑を買った原因だったのではないかとする説も挙げられた。
なお、上田が出席した国連拷問禁止委員会は日本への勧告で、代用監獄、自白強要、独房への監禁、死刑、軍用性的奴隷（従軍慰安婦問題）などの問題を指摘したが、その内容は上田にとっては理解の難しいものであった。日本共産党の紙智子参議院議員は、第2次安倍内閣に対する慰安婦問題の質問主意書で、拷問禁止委員会の勧告についても質問した。6月18日、安倍内閣は「御指摘の趣旨の勧告は、法的拘束力を持つものではなく、（中略）当該勧告に従うことを義務づけているものではないと理解している」と答弁した。
外務省は翌6月17日までに上田に口頭で注意を行ったが、当人も反省しているとしてそれ以上の処分は行わなかった。その後、9月20日付で上田は人権人道担当大使を辞任した。理由は明らかにされていない。

## 略歴
- 1944年（昭和19年） - 出生
- 1967年（昭和42年） - 東京大学教養学部教養学科卒業、外務省入省
- 1969年（昭和44年） - ハーバード大学大学院修了
- 1970年（昭和45年） - モスクワ大学歴史学部研究生課程修了
- 1978年（昭和53年） - 在オーストラリア大使館一等書記官
- 1980年（昭和55年） - 在ソビエト連邦大使館一等書記官
- 1983年（昭和58年） - 防衛庁防衛局運用第二課長
- 1984年（昭和59年） - 防衛庁教育訓練局訓練課長
- 1985年（昭和60年） - 欧亜局東欧課長
- 1986年（昭和61年） - 大臣官房報道課長
- 1988年（昭和63年） - 在ソビエト連邦大使館参事官
- 1989年（平成元年） - 在アメリカ合衆国大使館参事官
- 1991年（平成3年） - 在アメリカ合衆国大使館公使
- 1992年（平成4年） - 経済協力局参事官
- 1994年（平成6年） - 経済協力局審議官
- 1995年（平成7年） - APEC大阪会議準備事務局長、大使、在香港総領事
- 1998年（平成10年） - 国際社会協力部長
- 2000年（平成12年） - 在ポーランド特命全権大使
- 2003年（平成15年） - 外務省研修所長
- 2004年（平成16年） - 在オーストラリア特命全権大使
- 2008年（平成20年） - 外務省参与、人権人道担当大使
- 2013年（平成25年） - 外務省参与および人権人道担当大使を辞任
- 2019年（令和元年） - 瑞宝重光章受章[19]

## 著作

### 著書
- 『極東共和国の興亡』アイペックプレス、1990年11月8日。ISBN 978-4-87047-119-1。

### 論文
- 「日本のマルチ外交の最前線--「人間の安全保障」の視点より」『国際問題』第470号、日本国際問題研究所、1999年5月、ISSN 04523377、NAID 40001319737。
- 「今、なぜ「人間の安全保障」なのか」『外交フォーラム』2002年2月号、都市出版、2002年2月、ISSN 09151281、NAID 40004750332。
- 上田秀明「「人間の安全保障」の発展」『産大法学』第44巻第2号、京都産業大学法学会、2010年9月、650-629頁、ISSN 02863782、NAID 110007673429、2020年6月25日閲覧。
- 上田秀明「「保護する責任」の履行、リビアの事例 (所功教授エリサベト・ライドル・マキャー教授高橋正俊教授定年御退職記念号)」『産大法学』第45巻第3号、京都産業大学法学会、2012年1月、812-803頁、ISSN 0286-3782、NAID 120005382069、2020年6月25日閲覧。
- 上田秀明「人権理事会UPR日本審査」『産大法学』第47巻第1号、京都産業大学法学会、2013年7月、100-86頁、ISSN 0286-3782、NAID 110009818034、2020年6月25日閲覧。